# Serious Sam: Next Encounter
Serious Sam: Next Encounter é um jogo eletrônico de tiro em primeira-pessoa desenvolvido pela Climax Group e publicado pela Global Star Software para os consoles PlayStation 2 e GameCube.

## Jogabilidade
Next Encounter é um jogo de tiro em primeira-pessoa que possui ambos os modos de um jogador e multijogador. O modo história de único jogador leva o personagem a diversos locais históricos para combater legiões de monstros. O modo multijogador consiste de modos Deathmatch e uma versão cooperativa do modo história.

## Recepção crítica
Next Encounter recebeu ambos críticas e aclamações, possuindo uma nota média de 65/100 no Metacritic. A revista GameInformer deu uma avaliação de 78%, afirmando que "fases secretas, novas características e cheats esperam pelo jogador dedicado. Contudo, será necessário um jogador seriamente paciente para não só terminar o jogo, mas voltar a jogar e adquirir as medalhas de ouro.".
A GameSpot deu uma nota de 65%, afirmando que "se você puder perdoar os gráficos aparentemente ultrapassados do jogo, o seu modelo um tanto básico de jogabilidade, e o seu nível relativamente fácil... você pode se divertir com 'Serious Sam: The Next Encounter'."